# The Eve of St. Mark
Pour plus de détails, voir Fiche technique et Distribution.
The Eve of St Mark un film produit par la 20th Century Fox, sorti en 1944 et réalisé par John M. Stahl. Les acteurs de la pièce ont joué leurs rôles respectifs pour la version cinématographique. L'histoire est inspirée de la légende anglaise St Mark's Eve.

## Synopsis
Quizz West est appelé par la conscription américaine en préparation de la Seconde Guerre mondiale. Il discute de l'avenir avec sa copine Janet.
Après être arrivée aux Philippines pour le combat, l'armée américaine se retrouve désavantagée par l'armée japonaise. Quizz West communique par le rêve avec Janet et sa mère pour savoir si son équipe doit se sacrifier pour permettre la retraite de l'armée américaine ou fuir en bateau, ce qui augmenterait ses chances de survie.

## Distribution
- Anne Baxter (version cinématographique seulement)
- William Eythe
- Michael O'Shea
- Harry Morgan (version cinématographique seulement)
- Vincent Price (version cinématographique seulement)
- Ruth Nelson
- Ray Collins
- Stanley Prager
- Dickie Moore
- Robert Bailey
- Joann Dolan
- George Mathews
- John Archer
- Murray Alper
- Toni Favor

## Autour du film
Il s'agit de l'adaptation d'une pièce de théâtre écrite par Maxwell Anderson, représentée en 1942.